# تشنغ ليانغ
تشنغ ليانغ (بالصينية: 成亮) (3 مارس 1977 بشانغهاي في الصين - ) هو لاعب كرة قدم صيني في مركز الدفاع. شارك مع منتخب الصين لكرة القدم. أما مع النوادي، فقد لعب مع شانغهاي غرينلاند شينهوا ونادي غويزهو رينهي ونادي شنجن.

## وصلات خارجية
- تشنغ ليانغ على موقع قاعدة بيانات كرة القدم.إي يو (الإنجليزية)
- تشنغ ليانغ على موقع ناشيونال فوتبول تيمز (الإنجليزية)
- تشنغ ليانغ على موقع Soccerway.com (الإنجليزية)